# Instituto de Ciencias Forenses
El Instituto de Ciencias Forenses de la Ciudad de México, anteriormente SEMEFO (Servicio Médico Forense) y actualmente Instituto de Servicios Periciales y Ciencias Forenses.  Es una Institución pública dependiente del Poder Judicial de la Ciudad de México, que tiene como objetivo primordial auxiliar desde el punto de vista pericial, a las autoridades que así lo requieren, con el propósito de coadyuvar con ellas en la procuración e impartición de justicia. En el instituto se atienden los casos de lesionados relacionados con hechos delictivos, de muertes violentas y sospechosas, así como se efectúa también la formación de recursos humanos en materia de Medicina y Ciencias Forenses.

## Historia
Los orígenes del Servicio Médico Forense datan del inicio de la medicina legal en nuestro país, la cual se origina, desde el punto de vista científico, a mediados del siglo XIX. A finales del siglo XlX, algunos jueces del Tribunal que así lo requerían, solicitaban, a la entonces Universidad Nacional de México, la asignación de médicos para cubrir esas funciones periciales. Fue en septiembre del año 1880, cuando entró en vigor la Ley de Organizaciones de Tribunales del Distrito Federal y del Territorio de Baja California, misma que consideraba como auxiliares de la administración de justicia a los peritos, médicos legistas y al Consejo Médico Legal. 
En 1903 se expide la Ley de Organización Judicial en el Distrito y Territorios Federales, la cual señalaba como responsables de la administración del servicio médico legal a los médicos de comisaría, los de hospitales, los de cárceles y los peritos médico legistas. Por otra parte, la Ley Orgánica de los Tribunales del Fuero Común del Distrito y Territorios Federales, expedida el 31 de diciembre de 1928, señalaba en su artículo 154 la existencia en la Ciudad de México de siete peritos médico legistas, dos químicos anatomopatologistas, dos escribientes archiveros, un practicante, tres ayudantes de anfiteatro, dos mozos y un perito médico legista en cada una de las jurisdicciones de Tacuba, Tacubaya, San Ángel, Coyoacán y Xochimilco. El primer edificio dónde se implementó el SEMEFO se comenzó a construir en el año de 1959 y fue puesto en servicio el 24 de septiembre de 1960 durante la presidencia del Lic. Adolfo López Mateos.
El inmueble que albergaba al Instituto de Ciencias Forenses contaba con tecnología que llegó a ser un modelo para América Latina.
“La última actualización que se ha dado en esta institución ha sido su cambio de instalaciones en diciembre del 2008 a un edificio con alta tecnología e innovación que se comenzó a construir un par de años antes, ubicado en la actualidad a tan solo media cuadra del edificio anterior.” (Yáñez, 2009)

El Instituto de Ciencias Forenses de la Ciudad de México tiene ancestralmente como uno de sus iconos más representativos a la figura de la diosa azteca Coatlicue (madre de los dioses del panteón azteca).

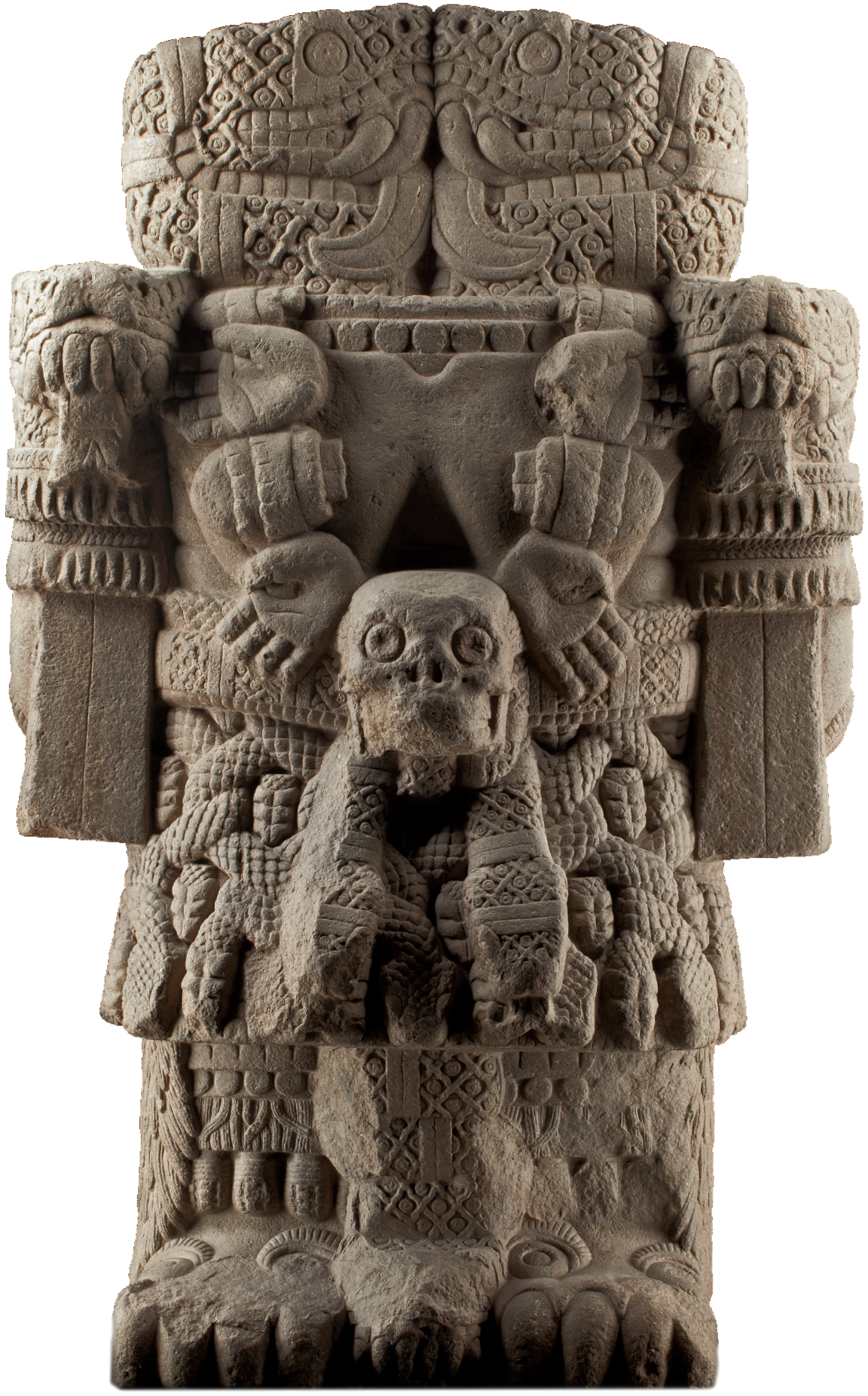
Coatlicue: Diosa Azteca considerada madre de los dioses del panteón azteca.

## Administración
El INCIFO a lo largo de su vida ha tenido seis Directores Generales y un interino o provisional:
1. Miguel Gilbón Maitret, 1960-1974
2. Ramón Fernández Pérez, 1974-1983
3. Mario Alva Rodríguez, 1983-1989
4. Fernando García Rojas Olvera, 1989-1995
5. Rodolfo Rojo Urquieta, (interino julio - septiembre de 1995)
6. José Ramón Fernández Cáceres 1995-2004
7. Felipe Edmundo Takajashi Medina 2004- noviembre de 2009 (Vigente)

Por otro lado cuenta con especialistas en medicina forense, psiquiatría, odontología, antropología, dactiloscopía, fotografía, química y patología, los cuales conforman las Unidades Departamentales de medicina, identificación, química y patología.

## Problemas administrativos y maltrato de los cadáveres
Parte de los problemas que han acontecido en los últimos meses, después del cambio de edificio, se deben a la mala planeación de éste para las actividades a realizarse además de que se realizó una fuerte inversión en su construcción y muestra algunos defectos muy notables.
Los empleados de la institución han presentado sus quejas acerca la situación; los contratiempos más sobresalientes son las filtraciones de agua en los estacionamientos subterráneos que los han inundado y han descompuesto los elevadores, por otro lado el drenaje especial que se necesita para el tipo de desechos tóxicos de la institución no es el adecuado y despide olores desagradables además de los escurrimientos de agua y sangre que hacen del inmueble un lugar poco salubre para el trabajo.
Por otro lado están los problemas de administración; los trabajadores y directivos tienen un conflicto constante en donde los últimos han impuesto medidas como la anulación del turno nocturno, ante el cual los empleados han protestado. Entre otros conflictos entre ambos encontramos un importante problema legal en el cual se han visto involucradas ambas partes por la pérdida de algunos expedientes de casos importantes y que han dejado lugar a mayores problemas internos de la institución.
En los últimos años, la dirección y los trabajadores del Instituto de Ciencias Forenses se han visto implicados en diversas controversias al respecto del trato adecuado de los cadáveres y restos humanos que el Instituto alberga temporalmente. En 2018, la Comisión de Derechos Humanos de la Ciudad de México emitió la recomendación 1/2018 por la negligencia de las autoridades capitalinas en respuesta al feminicidio de Lesvy Berlín. En respuesta a esta recomendación, el director del Instituto de Ciencias Forenses ofreció una Disculpa pública a la familia de Rivera Osorio en mayo de 2019, reconociendo su responsabilidad por la violación a los derechos humanos de las víctimas directas e indirectas del caso de feminicidio.
En ese mismo año de 2019, periodistas del medio local Reporte Índigo reportaron importantes anomalías en la gestión forense del Instituto. En su reportaje denunciaron que la dirección del Instituto de Ciencias Forenses permite a estudiantes de Cirugía Plástica realizar, de manera ilegal y clandestina, experimentos con cadáveres de identidad desconocida que esta institución está encargada de identificar. El 8 de octubre de 2019, el director del Instituto respondió a las acusaciones aceptando que se realizan prácticas de cirugía estética usando los cuerpos de identidad desconocida, pero adjudicando la falta de registros de estas disecciones a problemas administrativos.

## Actividades que se realizan
Su misión es principalmente la de emitir diversos dictámenes y certificados de orden médico, psiquiátrico, psicológico, antropológico, odontológico, dactiloscópico y la realización de estudios de laboratorio de tipo químico toxicológico e histopatológico, todo ello encaminado a proporcionar a la autoridad elementos científicos sustentables para el auxilio a la procuración, administración e impartición de justicia.

## Funciones principales
- Elaboración de dictámenes y certificados médicos
- Identificación de cadáveres
- Antropología forense
- Valoración de edad biológica
- Odontología forense
- Dactiloscopía
- Fotografía forense
- Patología
- Toxicología
- Enseñanza
- Archivo